# Zemská silnice B49
Zemská silnice B49, zvaná Bernstein Straße, je bývalá státní silnice v Dolních Rakousích, která vede podél řeky Moravy a celé rakousko-slovenské hranice. Od obce Angern vede také podél železniční trati Vídeň–Břeclav (někdejší Severní dráha). Končí v Reintalu poblíž hranic s Českem. Z velké části vede Moravským polem. Poskytuje jediné silniční spojení přes Dunaj v Rakousku východně od Vídně.

## Název a historie
Pojmenování je inspirováno Jantarovou stezkou (německy Bernsteinstraße), která zhruba tudy ve starověku vedla.
Silnice původně na severu vedla do Poštorné (do roku 1920 součást Dolních Rakous, dnes část Břeclavi). Po odstoupení Valticka Československu zde mezi Bernhardsthalem a Poštornou vznikl hraniční přechod. Ten byl po druhé světové válce se vznikem Železné opony uzavřen a silnice B49 byla v Rakousku posléze přetrasována do Reintalu, kde se napojila na rovněž přerušenou B47.
Úsek severně od Angernu byl od roku 1951 státní silnicí, která navazovala na hlavní silnici B8 z Vídně. Jižní úsek se původně jmenoval Marchegger Straße („Marcheggská silnice“) a státní silnicí byl od roku 1959. Roku 1968 byl formálně a roku 1972 i fakticky (otevřením mostu přes Dunaj) prodloužen na silnici B9 (Pressburger Straße), kde nyní silnice B49 začíná. Roku 2002 byla překategorizována na zemskou silnici.
Na rozdíl od sousedního přechodu Poštorná–Reintal nebyl někdejší přechod z Bernhardsthalu po pádu Železné opony obnoven, opuštěný úsek původní Bernstein Straße zůstal na české straně na úrovni lesní cesty. Po zrušení kontroly hranic mezi Českem a Rakouskem v prosinci 2007 se začal používat pro drobný lokální provoz.

## Vedení silnice

#### Okres Bruck an der Leitha
- kruhová křižovatka se silnicí B9 (Bad Deutsch-Altenburg / Hainburg an der Donau)

#### Okres Gänserndorf
- most Andrease Maurera (Andreas-Maurer-Brücke) přes Dunaj
- odbočka L8 (směr Stopfenreuth)
- Engelhartstetten (obchvat, odbočka Donau Straße B3 směr Vídeň)
- zámek Niederweiden
- Groißenbrunn (L5, odbočka na zámek Hof), památník bitvy u Kressenbrunnu
- Marchegg (L2)
- Baumgarten an der March
- Zwerndorf (B8a směr Gänserndorf)
- Angern an der March (Angerner Straße B8, L19, L3016 – přívoz do  Záhorské Vsi)
- Mannersdorf an der March
- Stillfried
- odbočka Grub an der March
- odbočka L17 (Waidendorf)
- Dürnkrut (Mistelbacher Straße B40, L11)
- památník bitvy na Moravském poli
- Jedenspeigen
- Sierndorf an der March
- Waltersdorf an der March (L3139)
- křížení s L7 (Ringelsdorf / Drösing)
- odbočka L16 (směr Niederabsdorf)
- Hohenau an der March (Erdöl Straße B48, L20)

#### Okres Mistelbach
- Rabensburg
- Bernhardsthal – odpojení původní silnice směr Poštorná (ulice Bernsteinstraße)
- Reintal (napojení na Lundenburger Straße B47)